# Nebria gregaria
Nebria gregaria is een keversoort uit de familie van de loopkevers (Carabidae). De wetenschappelijke naam van de soort is voor het eerst geldig gepubliceerd in 1822 door Fischer von Waldheim.